# Kathiawari
Das Kathiawari ist eine von der indischen Insel Kathiawar stammende Ponyrasse, die in ihrem Aussehen eher einem Vollblüter als einem Pony entspricht.
Hintergrundinformationen zur Pferdebewertung und -zucht finden sich unter: Exterieur, Interieur und Pferdezucht.

## Exterieur
Das Exterieur ist stark vom Araber beeinflusst. Das Kathiawari ist ein sehr elegantes Kleinpferd, das in seinem Aussehen eher einem Vollblüter als einem Pony entspricht. Der Kopf ist mittelgroß und ausdrucksvoll mit meist geradem Profil. Auffallend sind die großen an den Spitzen nach innen gebogenen Ohren, die nur bei dieser Rasse und den Marwari-Pferden, angeboren sind. Der lange elegante Hals des Kathiawari geht in einen ausgeprägten Widerrist über. Der Rücken ist lang und gerade und endet in der schräg abfallenden Kruppe. Die Extremitäten sind lang und sehnig. Rassetypische Mängel im Exterieur sind die steil abfallenden Schultern und eine Neigung zum Hirschhals.
Bei den Fellfarben sind Braune, Schimmel, Füchse und Plattenschecken vertreten, seltener auch Isabellen. Beliebt sind große Abzeichen an Kopf und Extremitäten. Das Fell ist fein, das Langhaar seidig, jedoch nicht sehr dicht.
Das durchschnittliche Stockmaß des Kathiawari liegt bei 143 cm. Die Pferde erreichen höchstens eine Widerristhöhe von 148 cm und zählen damit zu den Kleinpferden.

## Interieur
Durch die Kreuzung der zwei stark unterschiedlichen Pferdetypen, dem sensiblen, intelligenten Araber mit dem robusten, eigenwilligen Bauernpony, besitzt das Kathiawari häufig einen recht schwierigen Charakter. Es ist sehr temperamentvoll und hat einen starken eigenen Willen. In ihrer indischen Heimat werden sie wegen ihrer Ausdauer und Zähigkeit jedoch sehr geschätzt.
Das Kathiawari besitzt eine ausgeprägte Veranlagung zu den für den Reiter sehr bequemen Gangarten Pass und Tölt. Dadurch eignet es sich hervorragend als Reisepferd. In Indien wird es häufig als Polizei- und Militärpferd eingesetzt, jedoch auch als privates Freizeit- und Polopferd.

## Zuchtgeschichte
Das Kathiawari und das ihm sehr ähnliche Marwari entstanden vermutlich aus einer Kreuzung einheimischer Rassen wie den Manipuri und Spiti mit Vollblutarabern im 14. Jahrhundert. Aus der gezielten Zucht gingen deutlich leichtere, größere und edlere Tiere hervor, die jedoch noch immer die Zähigkeit und Genügsamkeit der indischen Ponys besaßen. Heute sind die Bestandszahlen des Kathiawari rückläufig, da nur noch wenige Privat- und Militärgestüte die Zucht betreiben.